# بوب بابكوك (لاعب هوكي الجليد)
بوب بابكوك هو لاعب هوكي الجليد كندي، ولد في 3 أغسطس 1968 في Agincourt, Toronto ‏ في كندا.

## وصلات خارجية
- بوب بابكوك على موقع دوري الهوكي الوطني (الإنجليزية)
- بوب بابكوك على موقع قاعة مشاهير الهوكي (لاعب أن.إتش.أل) (الإنجليزية)
- بوب بابكوك على موقع EliteProspects.com (الإنجليزية)
- بوب بابكوك على موقع HockeyDB.com (الإنجليزية)
- بوب بابكوك على موقع Hockey-Reference.com (الإنجليزية)